# Petr Gabriel
Ne doit pas être confondu avec Peter Gabriel.
Pour les articles homonymes, voir Gabriel.
Petr Gabriel est un footballeur international tchèque né le 17 mai 1973 à Prague.

## Carrière
- 1990-1991 : Sparta Prague  Tchécoslovaquie
- 1991-1992 : SKP Sušice  Tchécoslovaquie
- 1992-1993 : Union Cheb  Tchécoslovaquie
- 1993-1996 : Viktoria Žižkov  République tchèque
- 1996-2000 : Sparta Prague  République tchèque
- 2000-2002 : FC Kaiserslautern  Allemagne
- 2002-2003 : FK Teplice  République tchèque
- 2003-2008 : Arminia Bielefeld  Allemagne
- 2008-2009: Viktoria Žižkov  République tchèque